# Adam Bohorič

Denkmal für Adam Bohorič in Ljubljana

Adam Bohorič (deutsch Bohoritsch) (* um 1520 vermutlich bei Brestanica (bis 1953 Rajhenburg, deutsch: Reichenburg), Slowenien; † 20. November 1598 im Elsass) war Schulleiter, Autor und Philologe.

## Leben

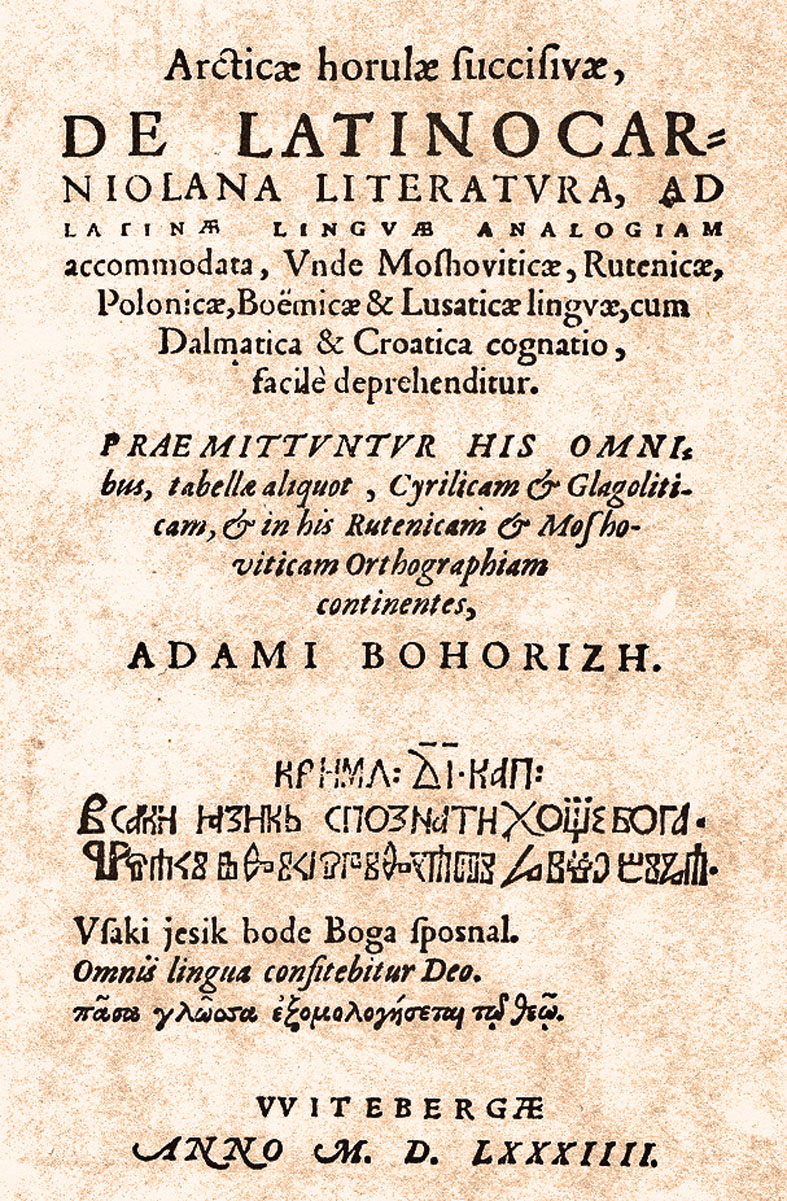
Adam Bohorič: Titelblatt, Arcticae horulae, Druck, Wittenberg, 1584

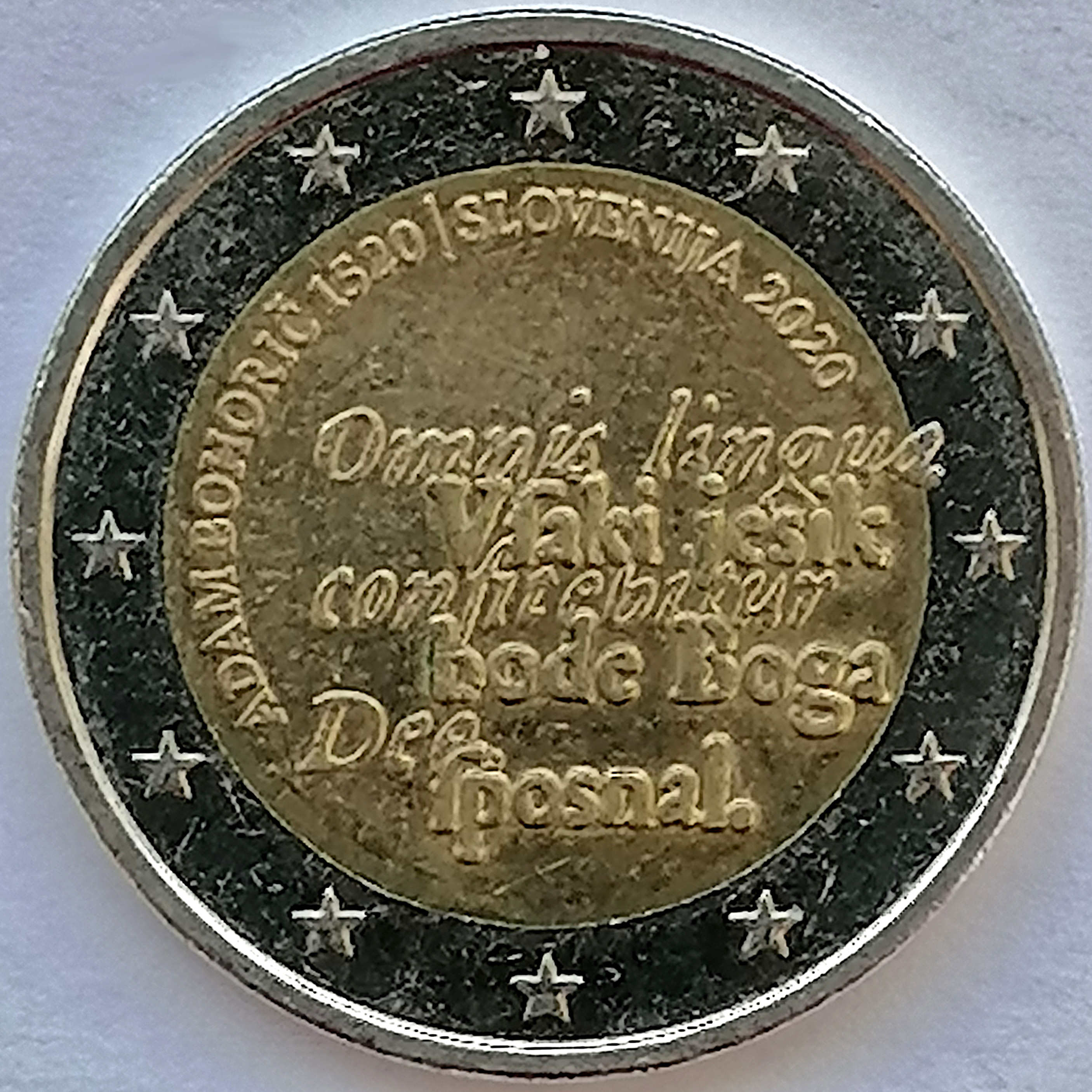
2-Euro-Münze zum 500. Geburtstag von Adam Bohoričs

Der genaue Geburtsort des Adam Bohorič ist nicht bekannt. Nach heutiger Ansicht soll er in der Gegend des ehemaligen untersteirischen Marktfleckens Reichenburg (seit 1953 Brestanica in Slowenien) geboren sein, ältere Quellen weisen jedoch seine Geburtsstätte nach Unterkrain.
Adamus Bohorizh studierte an der Artistenfakultät der Universität Wittenberg als Schüler Philipp Melanchthons. Nach seiner Rückkehr führte er vorerst die im Jahr 1551 gegründete protestantische Schule in der unterkrainischen Stadt Krško (früher deutsch: Gurkfeld) und übernahm im Jahr 1566, als sein Vorgänger Leonhard Budina aus Altersgründen in Pension ging, die Leitung der im Frühjahr 1563 eröffneten protestantischen Stände-Schule in Ljubljana (deutsch: Laibach). An dieser Schule, an der vor allem Latein, Musik, Religion und „andere gute Künste“ gelehrt wurden, unterrichtete auch Sebastian Krell (Crellius), ein ehemaliger Schüler des Matthias Flacius Illyricus.
Bohorič baute den Unterricht aus und bemühte sich, „die Schüler nicht nur deutsch lesen und schreiben und einfache Rechnungsarten, sondern auch lateinische und griechische Grammatik samt der Lektüre der Autoren beider Sprachen zu lehren und die Schüler in alle guten und freien Künste einzuführen“. Als Rektor stellte Bohorič im Jahr 1568 eine Schulordnung auf, die seine Ständeschule den beiden anderen Laibacher Lateinschulen, der Domschule St. Nikolaus und der Schule des Deutschen Ritterordens, gleichstellte und die Absolventen befähigen sollte, auch an deutschen Universitäten wie Tübingen oder Wittenberg zu studieren.
Als besondere Notwendigkeiten empfand es Bohorič, dass das Slowenische (regional historisch Windisch oder Krainisch genannt) in den Schulen mehr gepflegt werden müsse. Da aber für einen Unterricht die erforderlichen Schulbücher fehlten, schrieb er für die erste Klasse seiner Ständeschule das Elementale Labacense oder Abecedarium der lateinischen, deutschen und slowenischen Sprache sowie das Wörterbüchlein, die Nomenclatura trium linguarum, ebenfalls für diese drei Sprachen. Überdies verfasste er in dieser Zeit auch die kleine, für den Religionsunterricht vorgesehene Abhandlung Otrozhia tabla. Gedruckt wurden diese drei ersten slowenischen Schulbücher um das Jahr 1580 bei Hans Mannel (Janž Mandelc) in Laibach. Die Schreibung, die er dabei entwickelte, wurde unter der Bezeichnung Bohoričica bis ins 18. Jahrhundert maßgeblich für die slowenische Literatur.
Im Jahre 1582 gelang es Bohorič, den für sein Alter beschwerlichen Schuldienst zu beenden und von den Landständen eine Anstellung als Schulinspektor zu erhalten. Am 1. August 1582 übernahm sein Nachfolger, der eigens von Württemberg nach Laibach übergesiedelte Nicodemus Frischlin, die Direktion der Ständeschule.
Bohorič konnte sich nun vermehrt dem Sprachenstudium und der Literatur zuwenden und als Resultat einer mehrjährigen Arbeit seine in Latein geschriebene Grammatik fertigstellen. Als ausgezeichneter Kenner der krainischen Landessprache unterstützte er seinen ehemaligen Schüler Georg Dalmatin bei der Revision der ersten Bibelübersetzung und konnte überdies aufgrund seiner guten Beziehungen nach Wittenberg den Druck der Bibel organisieren. Am 10. April 1583 reisten Bohorič und Dalmatin mit drei Begleitern von Laibach über Klagenfurt, Wien und Prag nach Wittenberg, das sie am 20. Mai erreichten. Bereits am 28. Mai wurde mit dem Druck der Bibel begonnen und am „Samstag vor dem Martinstag (1583) war das Werk nach fleißiger Arbeit der Druckerei“ vollendet.

## Werke
- Elementale Labacense (Laibach um 1580)
- Nomenclatura trium linguarum Latinae, Germanicae et Sclavonicae (Laibach um 1580)
- Otrozhia tabla (Laibach um 1580)
- Arcticae horulae succisivae de latinocarniolana literatura (Wittenberg 1584)